# Wild (Waldviertel)
Die Wild ist ein Wald im niederösterreichischen Waldviertel.

## Situation
Die Wild ist ein etwa 2.500 ha großes, geschlossenes Waldgebiet, das sich westlich des Horner Beckens bis Göpfritz an der Wild erstreckt und dessen Bergrücken sich bis auf 600 m Seehöhe erheben. Mit den umgebenden Feuchtwiesen umfasst die Wild ein geschlossenes Gebiet mit einer Fläche von etwa 20 km². Geomorphologisch ist die Wild ein Teil des Granit- und Gneisplateaus, geologisch Teil der Böhmischen Masse. In der Wild entspringen die Zuflüsse der Taffa und des Seebsbaches. Die Wild ist weitgehend unbewohnt – der Begriff „wilt“ stand im Mittelalter für „unbewohnt“ oder „wüst“. Im 16. Jahrhundert wurde der Name als Beiname zu den Orten gebräuchlich.

## Fauna und Flora
Ursprünglich war das Gebiet ein sumpfiger Wald mit Föhren und weniger Fichten, viele nasse Standorte wurden jedoch in den 1960er Jahren mit standortuntypischen Fichten durchgeforstet. Nur in Flachmulden und an Quellaustritten konnten sich Schwarzerlenbruchwälder erhalten. In der Wild finden sich auf kleinem Raum eine Vielzahl von miteinander eng verwobenen Biotopen, darunter Feuchtbiotope wie Moore oder Erlen-Bruchwälder, Streuwiesen, Pfeifengraswiesen, Hochstaudenfluren und Auwälder, aber auch Nadelwälder und Birkenwälder, die die Lebensgrundlage für viele Pflanzenarten und zahlreiche Insekten, Vögel und andere Tiere darstellen. Besonders der Seebsbach ist Lebensraum für Fischotter, Seeadler, Schwarzstörche, Ziegenmelker und Eisvögel, aber auch Edelkrebse, Bachmuscheln und die bedrohten Flussperlmuscheln sind hier heimisch.
Das Ellendser Moor und mehrere umgebende Streu- und Feuchtwiesen sind als Naturschutzgebiete ausgewiesen.